# Kaldanija
Kaldanija (wł. Caldania) – wieś w Chorwacji, w żupanii istryjskiej, w mieście Buje. W 2011 roku liczyła 229 mieszkańców.